# Paraíso (Abdulrazak Gurnah)
Paraíso (título original en inglés: Paradise) es una novela histórica publicada en 1994 por el escritor tanzano Abdulrazak Gurnah. Es la cuarta novela del autor y fue nominada al Booker Prize y al Premio Costa Book.

## Trama
La novela cuenta la historia de Yusuf, un niño de doce años nacido en la ciudad ficticia de Kawa en Tanzania a principios del siglo XX. El padre de Yusuf es un hotelero y está en deuda con un rico y poderoso comerciante árabe llamado Aziz. Al principio de la historia, Yusuf es empeñado por cuenta de esa deuda y debe trabajar como sirviente de Aziz sin recibir remuneración alguna. Yusuf viaja con la caravana de Aziz por el África Central y la cuenca del Congo, zonas con las que no se ha comerciado durante muchas generaciones. La caravana se encuentra con la hostilidad de las tribus locales, con los animales salvajes y con un terreno difícil. Cuando regresa a África Oriental, comienza la Primera Guerra Mundial y Aziz es testigo de cómo el Ejército alemán recluta a africanos como soldados por la fuerza.

## Temas principales
El erudito literario africano J. U. Jacobs (Universidad de KwaZulu-Natal, Sudáfrica) afirma que Gurnah está escribiendo sobre la novela El corazón de las tinieblas 1902 de Joseph Conrad. En el viaje hacia el este de Aziz al Congo, Jacobs dice que Gurnah está desafiando las imágenes occidentales dominantes del Congo a principios del siglo XX que continúan impregnando la imaginación popular.

## Recepción literaria
El libro fue bien recibido por la crítica. En The Independent, Anita Mason describió la novela como "de muchas capas, violenta, hermosa y extraña". Cuando le otorgó a Gurnah el Premio Nobel de Literatura, la Academia Sueca resaltó "su indagación inflexible y compasiva de los efectos del colonialismo y el destino de los refugiados en el abismo entre culturas y continentes".

## Traducción
Paraíso es a 2021 una de las cuatro novelas de Gurnah traducidas al español. Las otras tres son Precario silencio (1998), A orillas del mar (2003) y La vida, después (2020).